# New Philadelphia National Historic Site
Le New Philadelphia National Historic Site est une aire protégée américaine dans le comté de Pike, dans l'Illinois. Ce site historique national créé le 29 décembre 2022 protège les ruines d'une localité fondée par des Afro-Américains en 1836, New Philadelphia. La ville fantôme était déjà inscrite au Registre national des lieux historiques depuis le 11 août 2005 et classée National Historic Landmark depuis le 16 janvier 2009.